# Колібрі-смарагд золоточеревий
Колі́брі-смара́гд золоточеревий (Chlorostilbon lucidus) — вид серпокрильцеподібних птахів родини колібрієвих (Trochilidae). Мешкає в Південній Америці.

## Опис

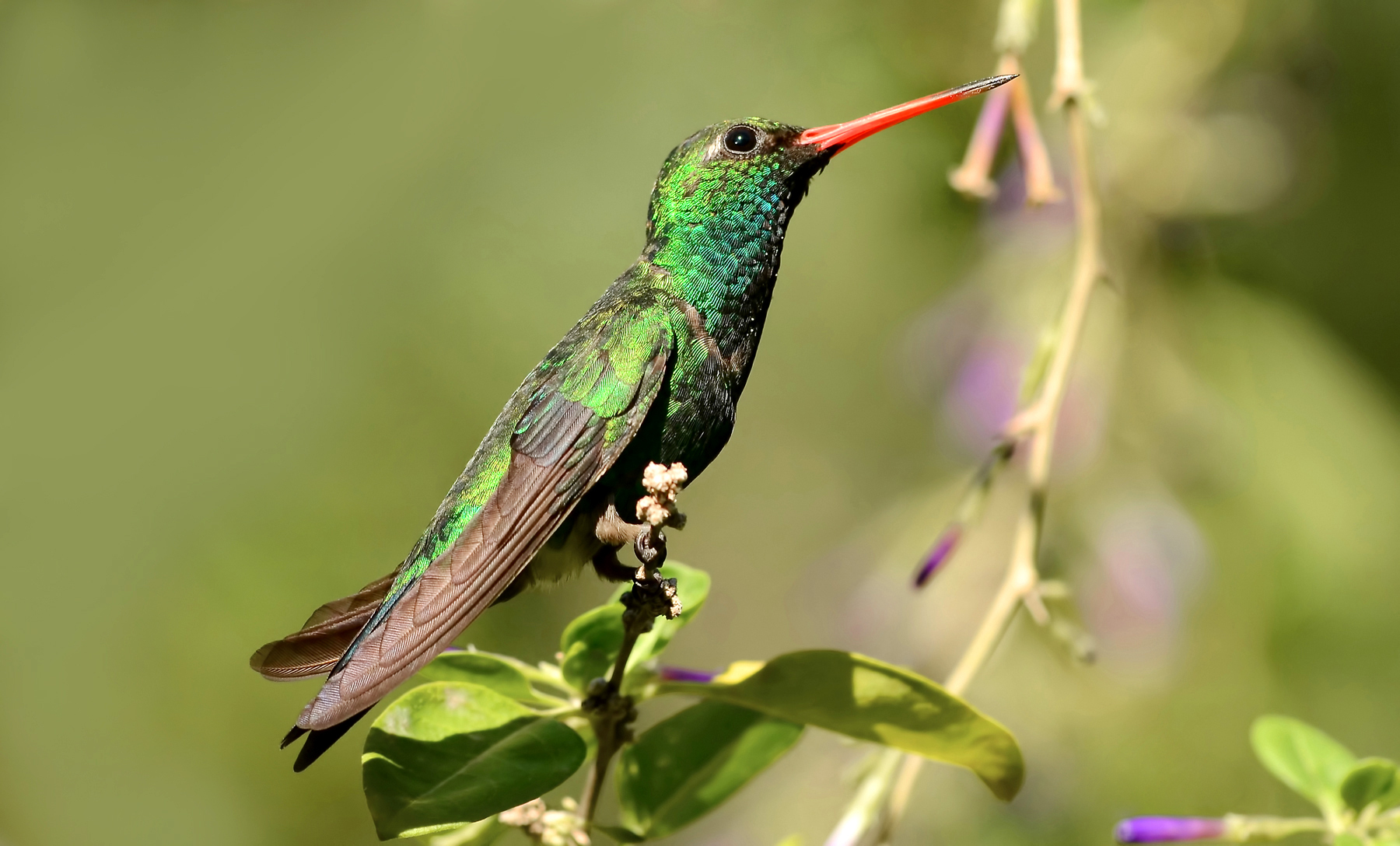
Самець золоточеревого колібрі-смарагда

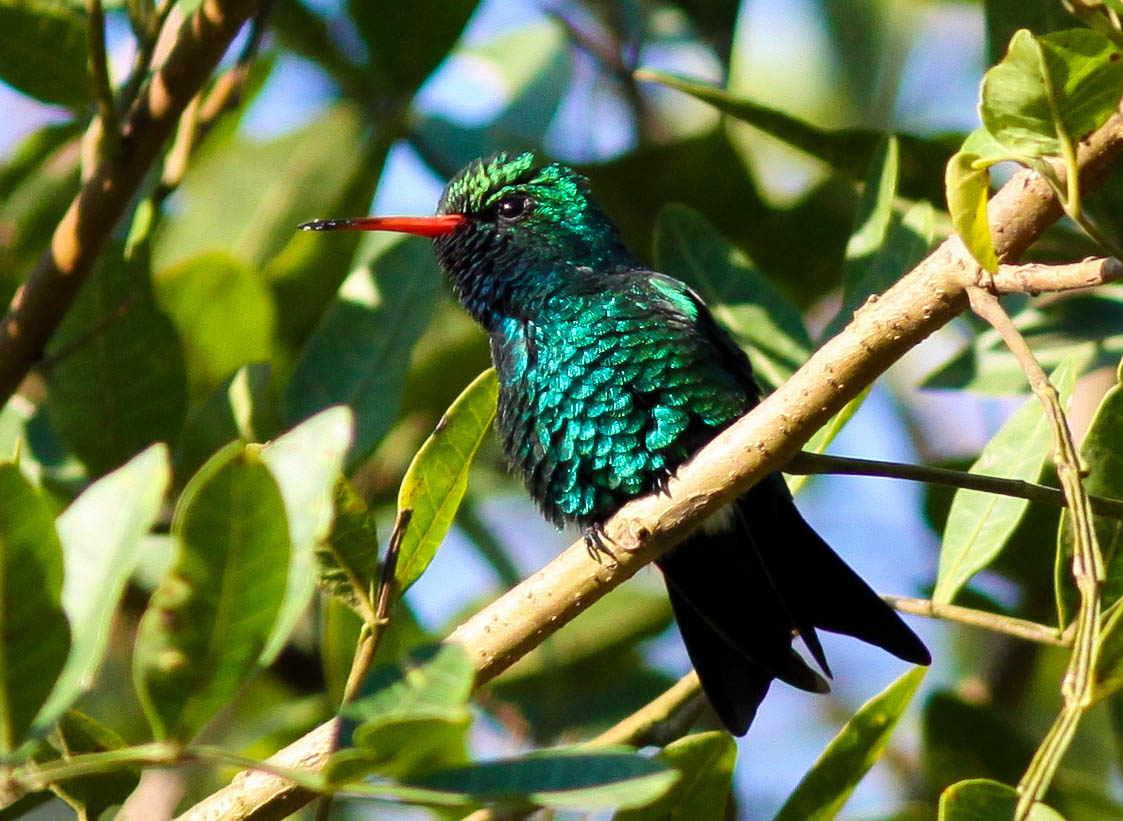
Самець золоточеревого колібрі-смарагда

Довжина самців становить 9,5-10,5 см, вага 3-3,8 г, довжина самиць становить 7,5-8,5 см, вага 3-4,5 г. У самців номінативного підвиду лоб і тім'я тьмяно-бронзово-зелені, верхня частина тіла золотисто-зелені, надхвістя трав'янисто-зелені, крила чорнувато-фіолетові, хвіст дещо роздвоєний, сталево-синій. Горло і верхня частина грудей синьо-зелені, живіт бронзовий або бронзово-зелений, більш блискучий, ніж верхня частина тіла. Дзьоб короткий, прямий, довжиною 19,3 мм, червоний з чорним кінчиком.
У самиць лоб, тім'я і верхня частина тіла золотисто-зелені, надхвістя трав'янисто-зелене. Центральні стернові пера мають зелені внутрішні і сині зовнішні опахала. Решта стернових пер сталево-сині з вузькими сірими кінчиками. Через очі ідуть чорнувато-сірі смуги, за очима сірувато-білі смуги. Горло білувате, груди і живіт блідо-сірувато-коричневі. Дзьоб зверху чорний, знизу червоний. Забарвлення молодих птахів є подібне до забарвлення самиць, однак дзьоб у них чорний.
У представників підвиду C. l. berlepschi верхня частина тіла зелена, а не золотисто-зелена. Представники підвиду  C. l. pucherani є деше меншими, ніж представники номінативного підвиду, однак мають подібне забарвлення. У представників номінативного підвиду живіт легко поцяткований блискучими оранжево-золотими плямками.

## Підвиди
Виділяють три підвиди:
- C. l. pucherani (Bourcier & Mulsant, 1848) — схід Бразилії (від Мараньяна і Сеари до Парани);
- C. l. lucidus (Shaw, 1812) — Болівія, Парагвай, захід Бразилії (Мату-Гросу) і північний захід Аргентини (від Жужуя і Чако до Мендоси і Сан-Луїса);
- C. l. berlepschi Pinto, 1938 — південь Бразилії (Ріу-Гранді-ду-Сул), Уругвай і північний схід Аргентини (на південь до Буенос-Айреса).

## Поширення і екологія
Золоточереві колібрі-смарагди мешкають в Бразилії, Болівії, Аргентині, Парагваї і Уругваї. Вони живуть у відкритих і напіввідкритих місцевостях, зокрема в саванах серрадо, сухих чагарникових заростях і рідколіссях каатинга і чако, на узліссях вологих тропічних лісів, у вторинних заростях, на луках і в садах, на висоті до 3500 м над рівнем моря, переважно на висоті від 500 до 2800 м над рівнем моря.

## Поведінка
Золоточереві колібрі-смарагди живляться нектаром квітучих рослин, зокрема Tabebuia, Eucalyptus і Jacaranda acutifolia, переміщуючись за певним маршрутом. Іноді вони протикають дзьобом квітку біля основи, "викрадаючи" нектар. Птахи шукають їжу на висоті від 4 до 12 м над землею. Іноді вони ловлять комах і павуків в польоті та споживають падь комах. 
Сезон розмноження у золоточеревих колібрі-смарагдів триває з серпня по лютий. Гніздо має чашоподібну форму, робиться з рослинних волокон і кори, скріплюється павутинням, встелюється м'яким матеріалом і покривається зовні лишайником та іншим маскуючим матеріалом. Воно розміщується на тонкій гілочці невисокого дерева, іноді прикріплюється до коріння дерев, на висоті 1 м над землею. В кладці 2 яйця розміром 14×9 мм і вагою 0,42 г. Інкубаційний період триває 14 днів, пташенята покидають гніздо через 20-22 дні після вилуплення.